# Таня Германлиева
Таня Кирилова Германлиева е българска тенисистка.
Състезателка на Тенис клуб „Левски“. Неин треньор е баща ѝ Кирил Германлиев.
Участва в състезания от календара на БФТ и ITF. Финалистка е на държавното лично първенство по тенис на открито през 2004, 2005 и 2006 г., като и трите пъти губи на финала от съотборничката си в Левски Мария Пенкова. През 2005 г. печели веригата Глобул тенис къп. Петкратна шампионка на България с отбора на Левски.
Международната ѝ кариера започва през 2005 г. Най-доброто класиране на Германлиева през 2006 г. в турнирите от веригата на ITF е финала на кортовете на Академик в София с награден фонд 10 000$, където губи в три сета от Ан Шефер (Германия).
2007 г. е неуспешна за нея и тя изпада от световната ранглиста. През 2008 г. е вицешампионка на двойки на държавното първенство в зала с Жаклин Алауи. През юли същата година достига до втори финал в кариерата си в Прокупле (Сърбия). През октомври 2008 г. на държавното първенство на открито, става шампионка на двойки с Елица Костова.
На 18.04.2009 г. постига най-големия успех в кариерата си, като заедно с Десислава Младенова печелят титлата на двойки в румънския град Крайова. На същия турнир е финалистка и на сингъл, но губи в оспорван трисетов мач. През следващата седмица отново губи финал в Румъния на турнира в Питещ. През сезона играе още два финала – в Сандански и Солун.

## Класиране в ранглистата в края на годината
| Година | 2006 | 2007 | 2008 | 2009 |
| Сингъл | 721  | -    | 853  | 551  |
| Двойки | -    | -    | -    | 799  |

## Финали

### Загубени финали на сингъл (6)
| Година | Турнир    | Категория    | Съперник                 | Резултат       |
| 2006   | София     | ITF $ 10 000 | Ан Шефер                 | 2-6 7-6(3) 4-6 |
| 2008   | Прокупле  | ITF $ 10 000 | Александра Крунич        | 4-6 1-6        |
| 2009   | Крайова   | ITF $ 10 000 | Кристина-Мадалина Станку | 4-6 6-3 2-6    |
| -      | Питещ     | ITF $ 10 000 | Джулия Гато-Монтиконе    | 3-6 3-6        |
| -      | Сандански | ITF $ 10 000 | Диа Евтимова             | 3-6 0-6        |
| -      | Солун     | ITF $ 10 000 | Олга Брозда              | 7-5 1-6 2-6    |

### Титли на двойки (1)
| Година | Турнир  | Категория    | Партньор            | Съперници                      | Резултат       |
| 2009   | Крайова | ITF $ 10 000 | Десислава Младенова | Симона-Юлия Матей Наташа Зорич | 4-6 6-1 [10-7] |

### Загубени финали на двойки (2)
| Година | Турнир  | Категория    | Партньор            | Съперници                              | Резултат       |
| 2009   | Волос   | ITF $ 10 000 | Десислава Младенова | Олга Брозда Юстина Йегьолка            | 6-4 4-6 [7-10] |
| 2010   | Крайова | ITF $ 10 000 | Десислава Младенова | Александра Каданцу Александра Дамасчин | 3-6 3-6        |